# ピャチゴルスク市電
ピャチゴルスク市電（ロシア語: Пятигорский трамвай）は、ロシア連邦のピャチゴルスク市内に存在する路面電車。同国の路面電車の中で数少ない軌間1,000 mmの路線網を有しており、2020年現在はピャチゴルスク市の市営企業である都市電気輸送会社（Городской электрический транспорт）によって運営される。

## 概要・歴史

### 第二次世界大戦まで
19世紀末、観光都市として発展していたピャチゴルスクでは、市民や市外の観光客の利便性や輸送力の向上のため、新たな交通機関として路面電車を建設する動きが起き始めた。当時のピャチゴルスクにおいて独占的に公共交通の需要を担っていた乗合馬車の運営事業者からの反対はあったものの、1902年にカフカース地方水資源局（Управление Кавказских Минеральных Вод）はドイツのジーメンス・ウント・ハルスケ（現：シーメンス）との間に合資会社を設立し、路面電車の線路や施設に加えて電力を供給する水力発電所の建設を実施した。そして1903年9月1日の試運転を経て9月14日からピャチゴルスク市電の営業運転が始まった。
開業時の路線は2系統、全長8.2 kmで、ロシア帝国時代はこの路線網が維持されていたが、ロシア革命やその影響によるストライキを経てピャチゴルスク市電の運営権が合資会社からピャチゴルスク市に移管した後、1924年以降は延伸が続き、第二次世界大戦（大祖国戦争）開戦直前の1940年時点で路線網は21.0 kmに達した。また同年の年間利用客数は2,600万人以上に達しており、これは当時のピャチゴルスクの人口（6万人）の433倍以上という数値であった。
大祖国戦争下のピャチゴルスク市電は徴兵により労働者が不足した事に加え、1942年から1943年の間にピャチゴルスクがドイツ軍に占領された間に徹底的な破壊を受け、車両や線路、架線は勿論、変電所も壊滅的な被害を受けた事で運行の停止を余儀なくされた。解放後、その被害の状態から路面電車ではなくトロリーバスを建設する案も出されていたが、最終的に路面電車の路線を復旧する事が決定し、同年から1945年にかけて大部分の路線が運行を再開し、変電所の復旧も完了した。ただしプロヴァラ（Провала）方面の路線については戦後に死者が発生する大規模な脱線事故が起きた影響で早期に廃止されている。

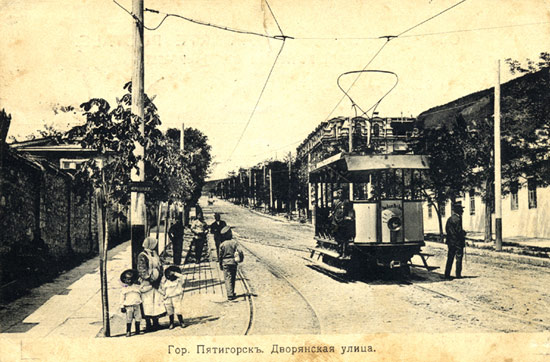
開業当初のピャチゴルスク市電
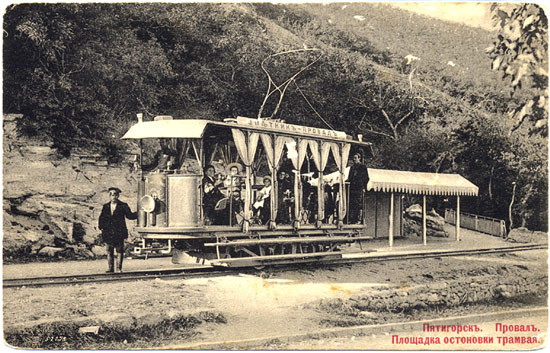
初期の停留所
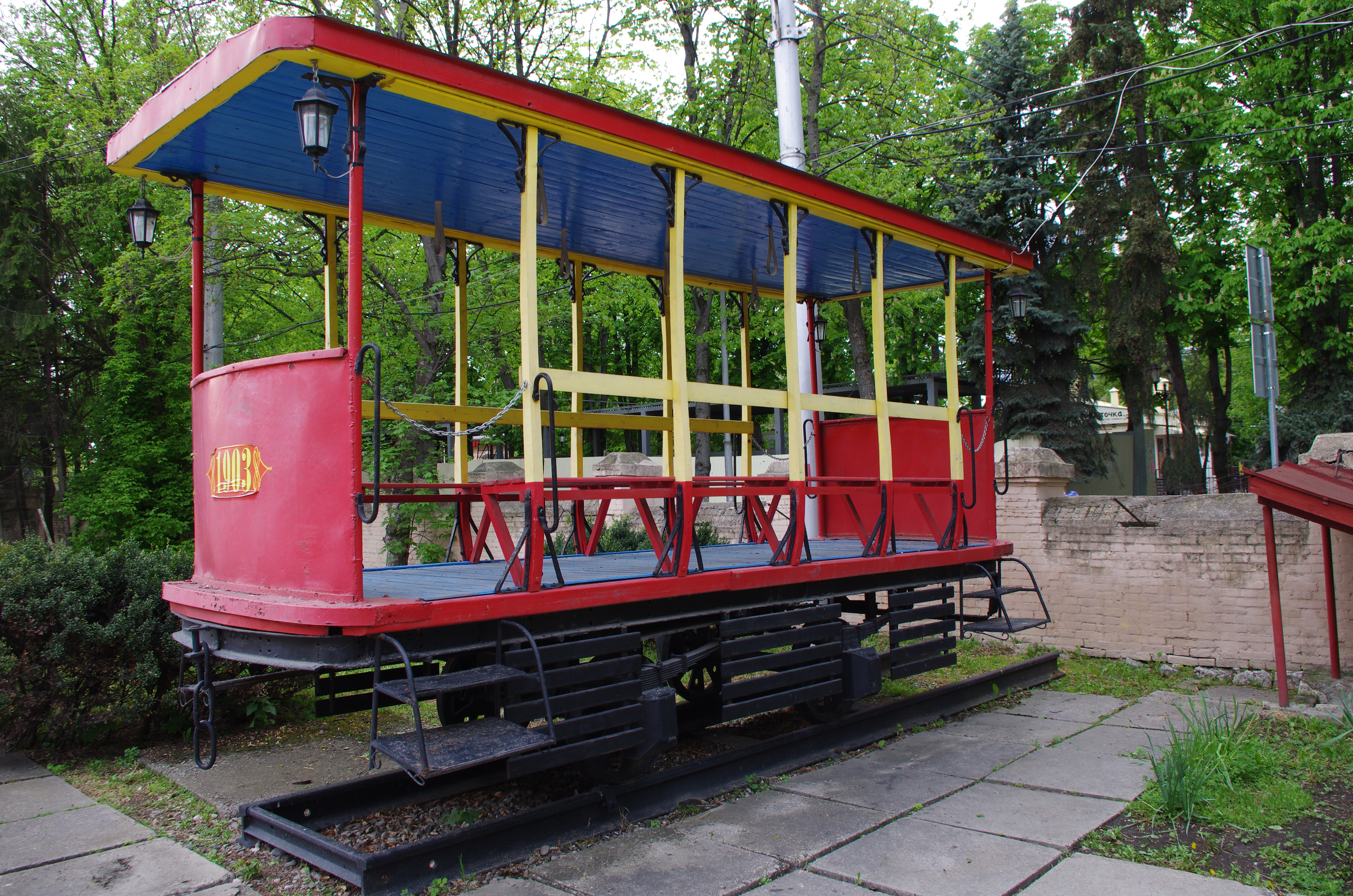
開業時に導入された付随車は1両が静態保存されている（2016年撮影）

### 第二次世界大戦後
第二次世界大戦後、ピャチゴルスク市電では荒廃した施設の更新が行われた他、ソ連各都市から譲渡された車両による輸送力の増強が図られた。また1948年には延伸が行われ、総延長は13.6 kmとなった。同時期には後述のように軌間（1,000 mm）を他のソ連各都市の路面電車と同じ1,524 mmとする案も出されていたが実現せず、更なる路線網の拡張や新型電車の導入の本格的な開始は1950年代後半となった。
それ以降は東ドイツ製の2軸車（LOWA製車両、ゴータカー等）の継続的な導入によって戦前製の車両や各都市の中古車両の置き換えが行われた一方、1960年代からは初のボギー車としてチェコスロバキア製のタトラT3の導入が始まり、2軸車に代わりピャチゴルスク市電の主力車両となった。これに伴い、従来の車庫の収容力が不足気味となった事で1973年に新たな車庫が建設された他、1970年代後半にはレールの交換、変電所の機器更新、架線柱の鉄筋コンクリート製への交換、無線通信への対応等を始めとした大規模な施設更新が実施された。路面電車の年間利用客数も増加の一途をたどり、1957年に戦前と同レベルとなる2,600万人を記録し、1977年には4,200万人以上、ソ連末期の1987年には4,800万人を記録した。

### ソ連崩壊後
ソビエト連邦の崩壊以降の経済的な混乱やモータリーゼーションの中でもピャチゴルスク市電は系統の増設や新造車両の導入が続き、1994年には旧ソ連時代から計画が行われていた延伸も実施され、同年以降市電は全長47.8 kmの路線網が維持されている。一方で系統の増設による車両不足や旧型車両の置き換えに伴い、従来設定されていた2両編成の列車については2000年代前半までに廃止されている他、同年代以降の車両増備についてはドイツ各都市で廃車となった中古車両の譲渡によって賄われている。

### 新型コロナウイルスの影響
前述の通りピャチゴルスク市電はソ連崩壊後も高い需要が維持されている路面電車の1つであったが、新型コロナウイルス感染症（COVID-19）に伴う経済活動の停滞により、利用客数は2020年春季時点で前期から90 %減少する事態に直面しており、深刻な収入減少やそれに伴う従業員への賃金支払いの遅延などの影響が出ている。列車の運行に関しても一部系統の運休や本数の減少などの措置が行われており、今後収入状況が8月までに回復しない場合、路面電車の運行自体が停止する可能性も生じている。

### 軌間について
ロシア連邦を始めとした旧ソ連諸国の路面電車路線の多くは、ソ連成立後に同国における標準軌である1,524 mm（1,520 mm）への軌間の統一が行われたが、ピャチゴルスク市電はその中で狭軌のまま残された数少ない路線の1つである。1940年代後半や1970年代には改軌計画も存在していたが実現せず、2020年現在も軌間1,000 mmの路線網が維持されている。このため、ソ連成立後の車両の多くは東ドイツやチェコスロバキアなど国外で製造された車両となっており、ソ連やロシア国内で生産された車両（Kh、71-615等）についても軌間1,000 mmに適した独自の台車や機器が用いられている。

## 運行

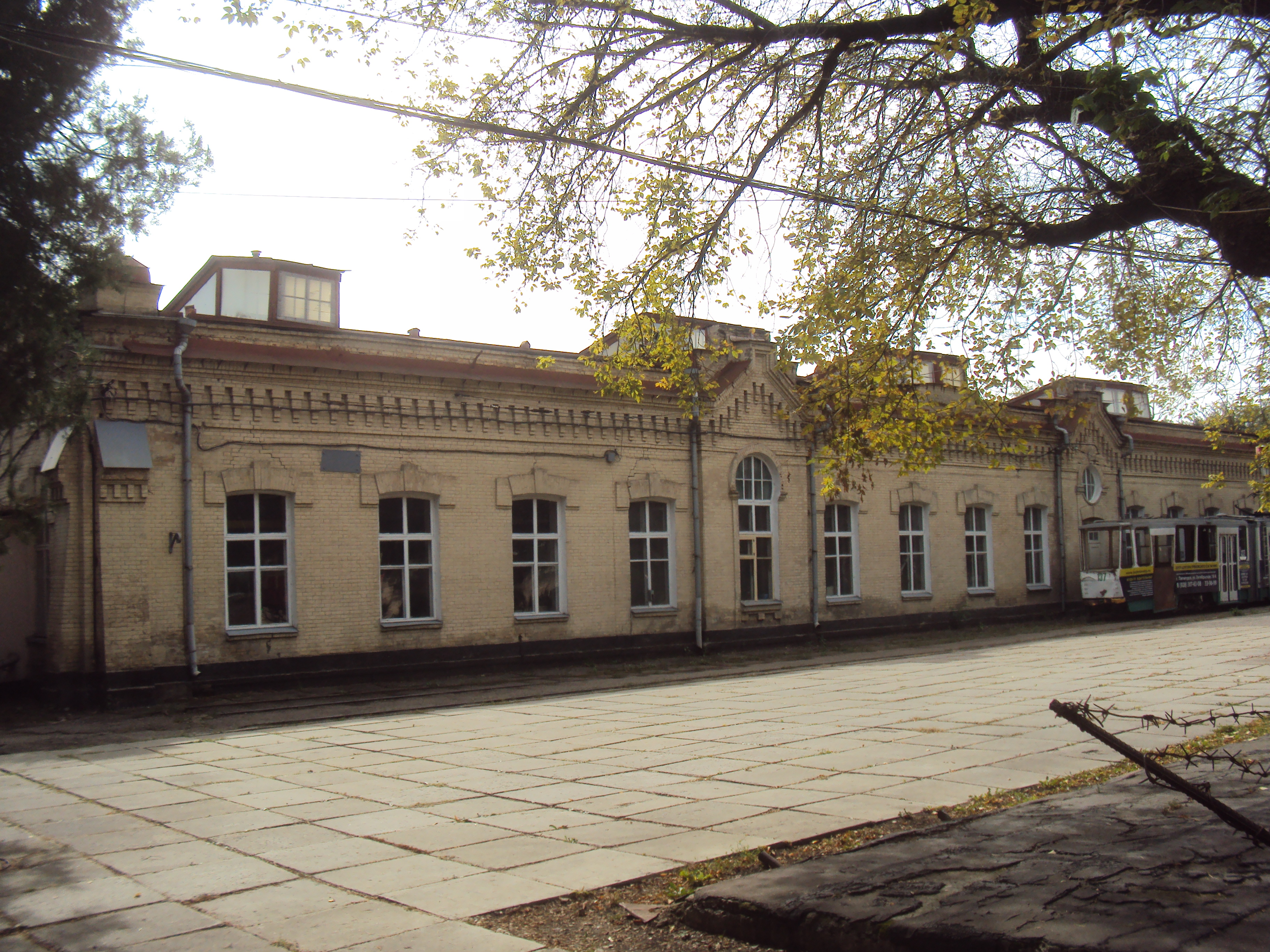
ピャチゴルスク市電の車庫（2016年撮影）

2020年現在、新型コロナウイルスの影響で運休している3号線を含めてピャチゴルスク市電には以下の7系統が設定されている。運賃は全系統とも23ロシア・ルーブルで、非接触式ICカードやスマートフォン向けのアプリケーション（Apple Pay、AndroidPay、SamsungPay）からも支払い可能である他、年金受給者や学生などの割引対象者以外のピャチゴルスク市民に向けた月額制カードの展開も行われている。
| 系統番号 | 起点              | 終点             | 営業キロ | 電停数 | 所要時間(片道) | 備考                                       |
| -------- | ----------------- | ---------------- | -------- | ------ | -------------- | ------------------------------------------ |
| 1        | Колхозная площадь | Магазин          | 13.7km   | 20     | 36分           |                                            |
| 2        | Белая ромашка     | 5-й переулок     | 21.7km   | 33     | 45分           |                                            |
| 3        | Скачки            | ул. Георгиевская | 21.6km   | 30     | 45分           | 新型コロナウイルス感染症の影響により運休中 |
| 4        | Белая Ромашка     | ул. Георгиевская | 17.0km   | 24     | 40分           |                                            |
| 5        | 5-й переулок      | ул. Георгиевская | 26.3km   | 37     | 60分           |                                            |
| 7        | мкрн «Бештау»     | пл. Колхозная    | 16.0km   | 22     | 38分           |                                            |
| 8        | мкрн «Бештау»     | ул. Георгиевская | 20.9km   | 28     | 45分           |                                            |

## 車両
2020年時点でピャチゴルスク市電に在籍する車両および2024年時点で導入が予定されている車両は以下の通り。これらに加え、開業当初に製造された付随車のうち1両が車庫付近に静態保存されている。

### タトラT3SU
かつてチェコスロバキア（現：チェコ）に存在したČKDタトラが展開した路面電車車両・タトラT3のうち、ソビエト連邦（ソ連）向けの仕様変更が施された形式。1967年から1987年にかけて117両が導入されたが、そのうち1975年まで製造された84両は車体右側2箇所（前・後）に乗降扉が存在する2扉車、同年から1987年まで導入された33両は3箇所（前・中・後）に扉がある3扉車であった。
従来の車両と比べて性能面や収容力面で優れていたタトラT3はそれまで使用されていた2軸車を置き換え、長年に渡りピャチゴルスク市電の主力車両として在籍し、運用時は総括制御による2両編成を主体としていた。しかし1990年代以降は老朽化により後継車への置き換えが進み、2両編成による運行も2000年代前半以降行われなくなった。2扉車は2004年までに営業運転から撤退し、3扉車についても2020年現在事業用車両を除いて1両のみ残存する。

### タトラKT4SU

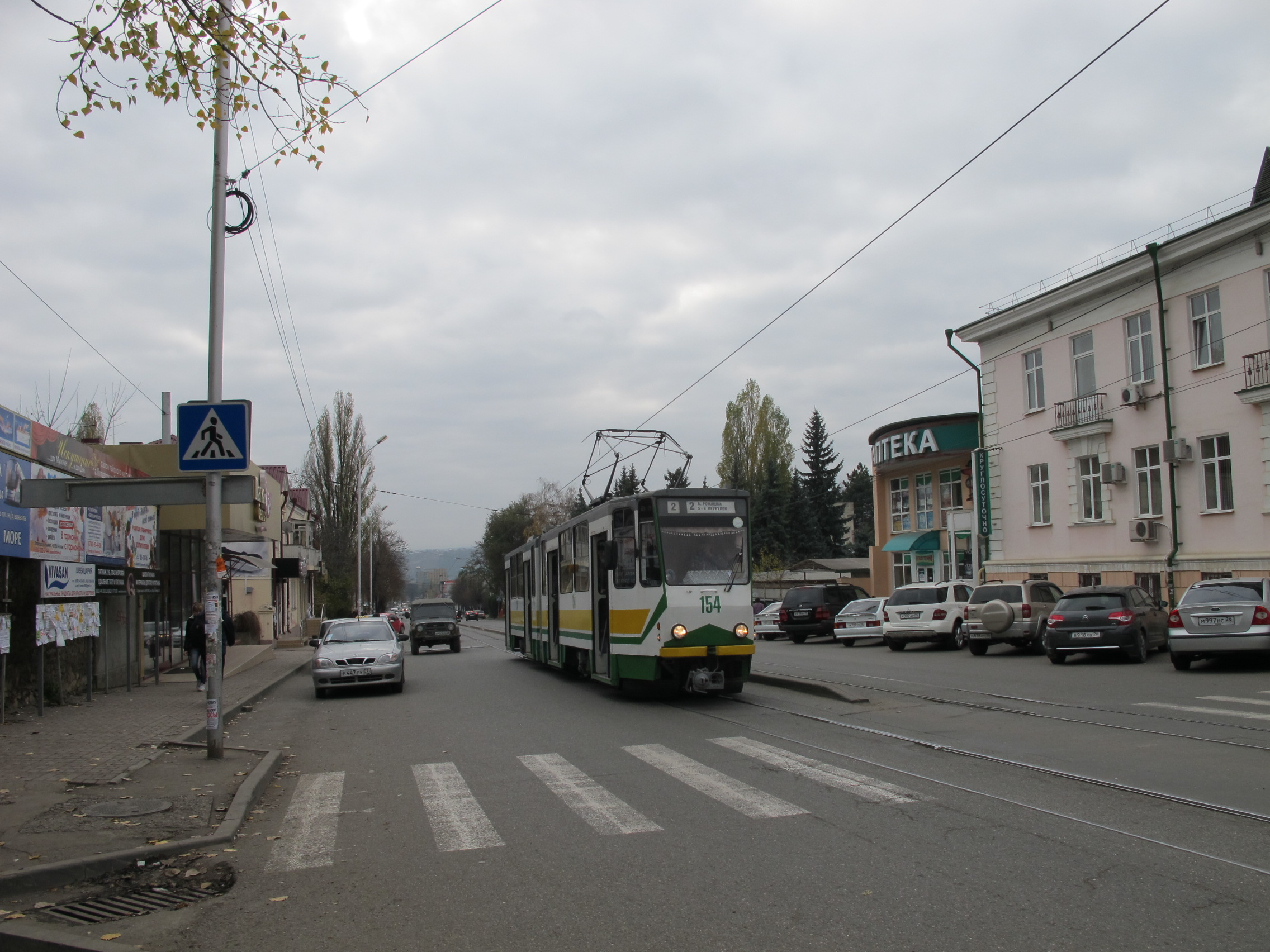
KT4SU（2012年撮影）

ピャチゴルスク市電を始めとした狭軌向けの路面電車車両としてČKDタトラが開発した小型2車体連接車。そのうちKT4SUはソ連向けの仕様変更を行った車種で、ピャチゴルスク市電向け車両は1989年から1994年にかけて35両が製造された。1991年から1996年までは総括制御による2両編成の運行も存在したが、同年以降は系統の増設に伴う必要車両数増加に伴い単行（1両）運転のみとなっている。2020年現在も32両が在籍する。

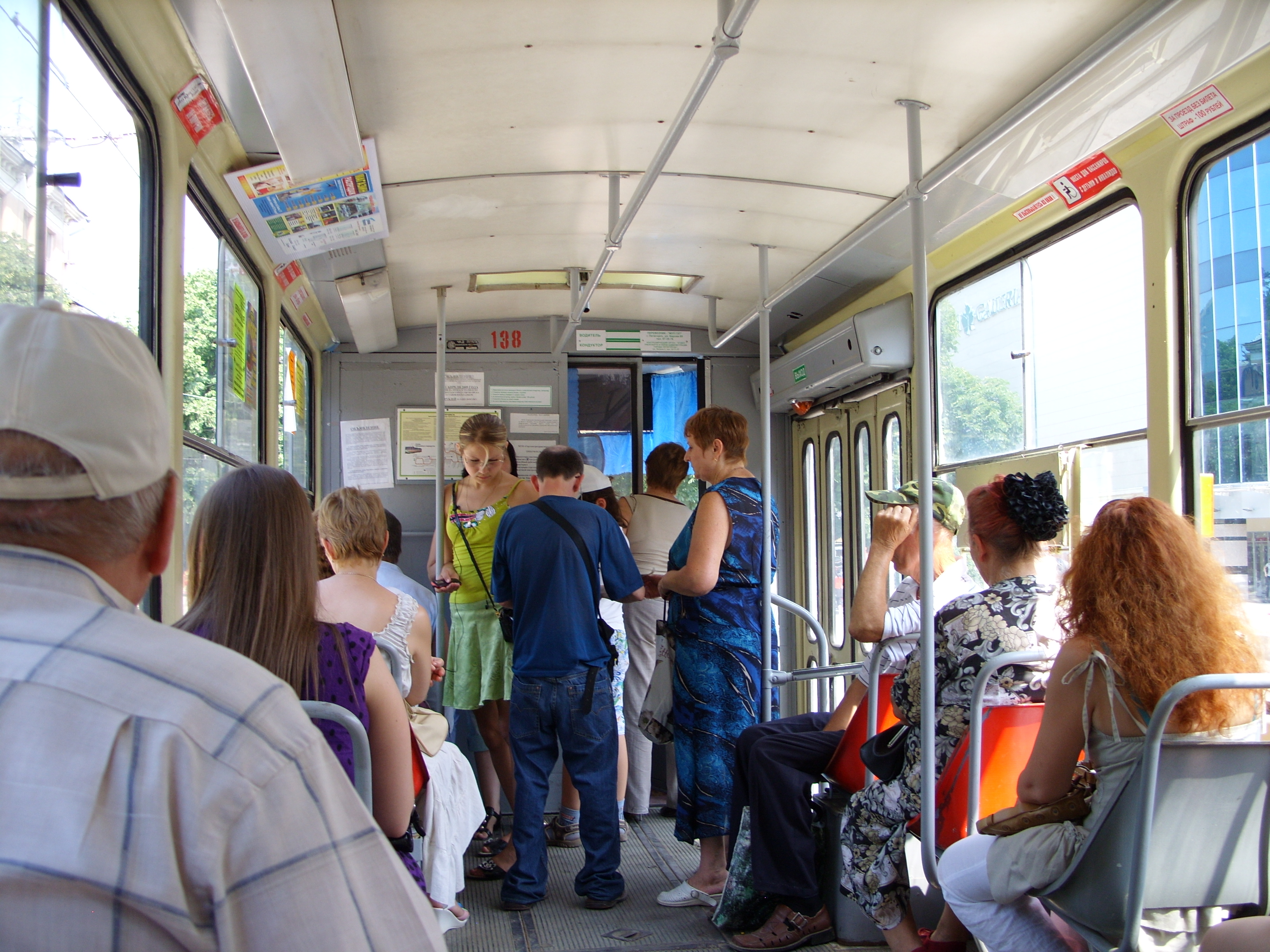
車内（2009年撮影）

### 71-615（KTM-15）

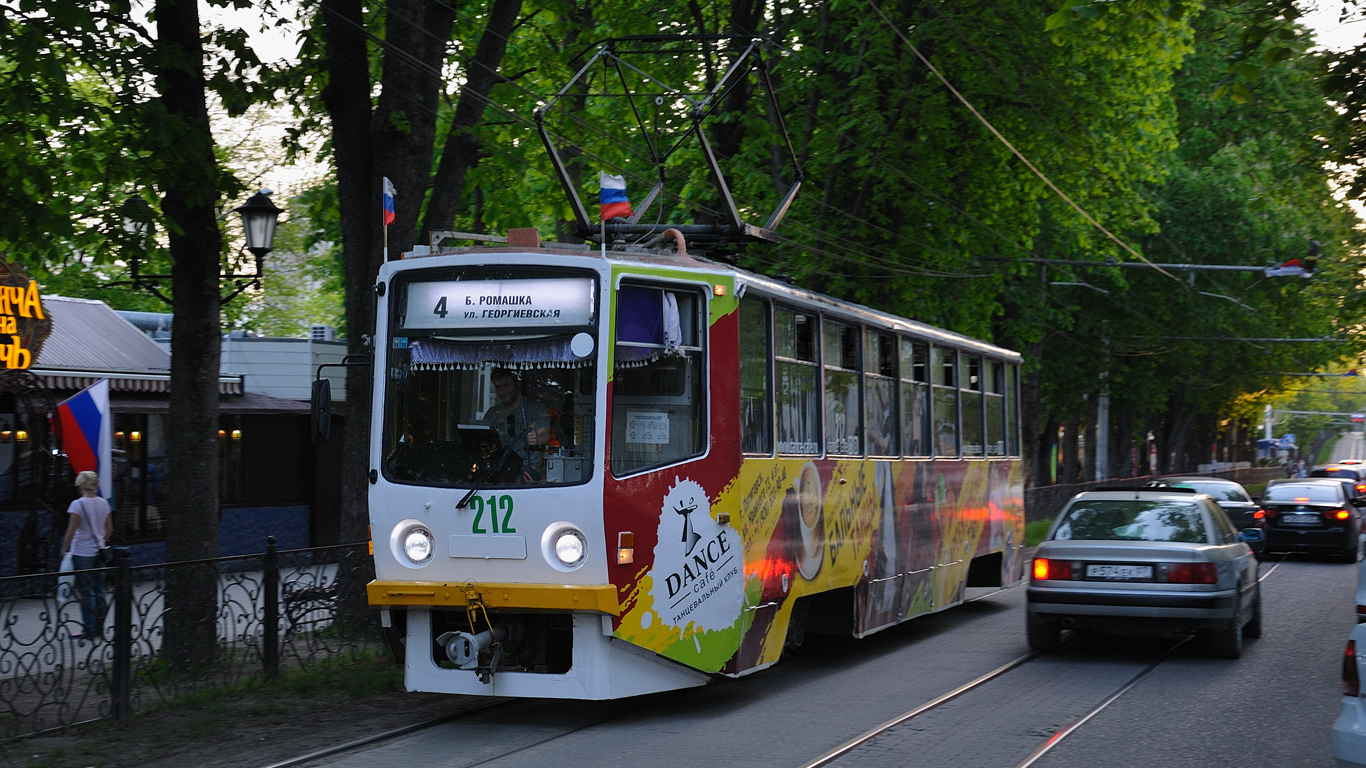
71-615（2017年撮影）

ロシア連邦の鉄道車両メーカーであるウスチ＝カタフスキー車両製造工場が開発した、ピャチゴルスク市電向けの片運転台ボギー車。広軌（1,524 mm）向けの71-608KM（KTM-8KM）を基に設計が行われた。1995年から1997年にかけて11両が導入され、2024年の時点では10両が在籍している。この形式以降、ピャチゴルスク市電の車両増備は長らく他都市からの中古車両によって賄われ、後述する71-411まで新造車両の導入は行われなかった。

### タトラT4D

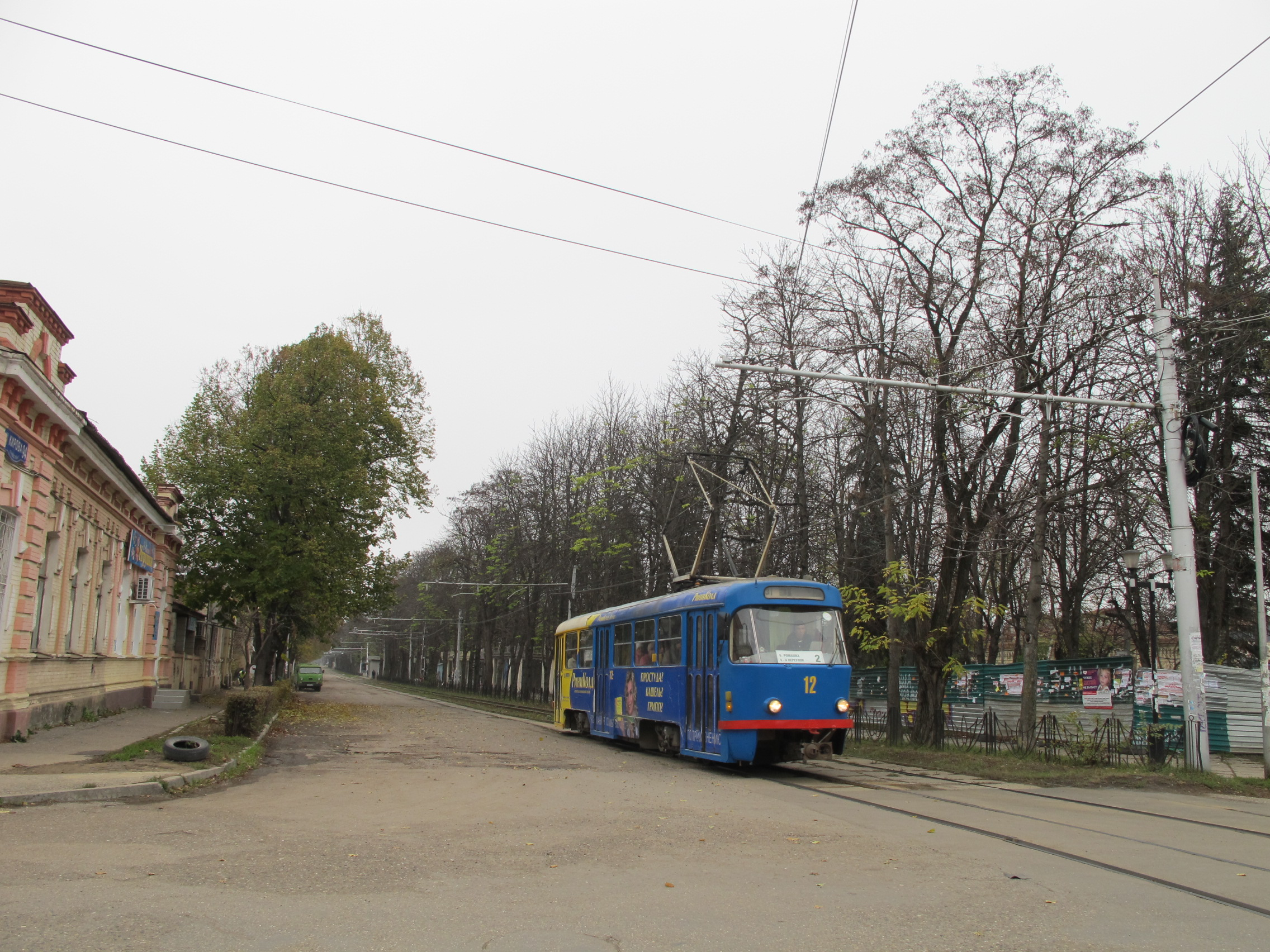
タトラT4D（2012年撮影）

東側諸国に数多く存在した狭軌の路面電車網へ向けてČKDタトラが展開したタトラT4のうち、東ドイツ（現：ドイツ）向けに製造された車種。ピャチゴルスク市電で使用されているのは元々ハレ市電に導入された車両で、2001年から2003年にかけて18両の譲渡が行われた。2020年現在は12両が営業運転に使用されている他、1両が団体用車両として在籍する。

### タトラKT4D
ČKDタトラ製の小型連接車であるタトラKT4のうち、ドイツのコトブス市電（4両）やエアフルト市電（4両）で使用されていたタトラKT4Dについては、2006年にピャチゴルスク市電への譲渡が実施されている。

### タトラKT4DM
東ドイツ向けに開発されたタトラKT4Dのうち、ドイツ再統一後に車体や機器の更新が実施された形式。その中でゲーラ市電に在籍していた3両については、老朽化した一部車両の置き換え用として2013年にピャチゴルスク市電への譲渡が実施されている。

### 71-411
ロシア連邦の車両メーカーであるウラルトランスマッシュが展開する、軌間1,000 mm（メーターゲージ）向けのボギー車。ピャチゴルスク市電で初となる、車体の中央部分が低床構造になっている超低床電車（部分超低床電車）で、冷暖房双方に対応した空調、凹凸が多い軌道でも安定した走行が可能な車体・台車構造を有している他、人工衛星を用いた測位システム「GLONASS」に対応している。定員は最大179人、設計最高速度は75 km/hである。2024年1月に製造の契約が結ばれ、同年3月から営業運転を開始した。以降は同年内に合計8両の導入が予定されている他、最大30両の導入も計画されており、6月には4両の追加発注が実施されている。